# Dystasia affinis
Dystasia affinis es una especie de escarabajo longicornio del género Dystasia, familia Cerambycidae. Fue descrita científicamente por Gahan en 1906.
Habita en Indonesia, Java, Malasia y Sumatra. Los machos y las hembras miden aproximadamente 12 mm.